# 梁长海

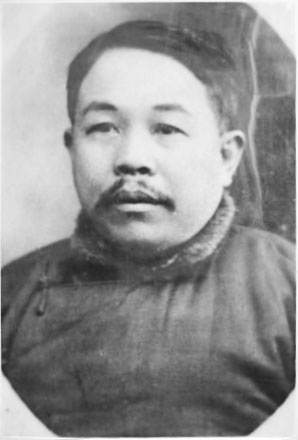

梁长海（1871年—1941年），男，中国广东新会会城镇永安村兴基里人，曾侨居越南。中国商人、银行家，曾赞助中国民主革命。

## 生平
梁长海1871年出生于永安村兴基里并在此长大，读私塾至18岁。1889年，梁长海18岁时随乡亲出国到越南北部港口海防市谋生，一开始在乡亲经营的米店当掌柜，后来有了积蓄和经验，便自己在海防市华埠开了一家名叫“天成号”的米店，通过不断发展，建起了梁长海碾米厂，并成为当地较富的米商。
1903年，孙中山到越南宣传革命。梁长海受到孙中山革命思想的影响，邀请孙中山住到天成号，两人日夜讨论，并结拜为兄弟。梁长海首次向孙中山提出了“金融救国”的理想。孙中山在海防期间，以天成号为据点接待华侨并宣传革命。在此期间，梁长海为孙中山尽力筹措革命经费，并帮助孙中山在海防成立了同盟会。后来梁长海参加了镇南关起义并负责起义军需工作。他还组织天成号职工参加了黄花岗起义，其中一名职工身亡，列于黄花岗七十二烈士中。
1911年10月初，梁长海自越南回到中国，参加了武昌起义后的战斗，直到11月27日汉阳失守后，梁长海才与黄兴、李信元等人沿长江直抵上海。到上海后，他得悉两广光复，便赶到香港，但孙中山此时已乘船北上南京任中华民国临时大总统。到达香港的次日，梁长海接到陈其美来电催其回上海，同时他收到一封家信称母亲病重，故他不得不回新会探视母病。在新会家中，孙中山从南京来电催他去广州。梁长海接书后尚未答复，便获悉孙中山将让位于袁世凯。此后他在中国国内又盘桓了一些时日，便重回越南经商。
1914年第一次世界大战爆发后，米价飞涨，梁长海不断将大米运往香港，由朋友兼亲家伍于簪销售，获利甚厚，到第一次世界大战结束时，他跃升为海防市巨富之一，总资产达到60多万越币。
民国九年（1920年）3月，梁长海回到中国。当时桂系军阀把持着广州军政府，实行总裁制；6月，孙中山在上海发表讨伐桂系军阀宣言，梁长海与香港商人杨西岩等组织筹饷局，支持孙中山和陈炯明讨伐桂系。10月29日，粤军占领广州，桂系残部退回广西。11月10日，孙中山任命陈炯明为广东省长兼粤军总司令，11月28日，孙中山到达广州。12月中旬，梁长海向孙中山建议设立国民银行与粮食管理机构，获得孙中山嘉许。
然而陈炯明掌握广东全局后不赞成护法统一。梁长海与伍于簪、林护等人劝孙中山速请国会议员回广东“开非常国会，举非常总统”。孙中山对他们说，“竞存（陈炯明的字）不肯拨款，奈何？”梁长海认为财政厅长廖仲愷可以想办法。孙中山回答说，“陈氏不允，廖不敢为”。梁长海问孙中山请国会议员回广东需要多少钱，孙中山答称，“有三万元电汇上海，分派各议员为旅费，十天之内，即可到齐。”于是梁长海托伍于簪请杨西岩、林护等人到梁长海的寓所，共同凑齐三万元，交给杨西岩自香港寄往上海。1个多月之后，“开非常国会，举非常总统”的愿望达成了，1921年5月5日，孙中山就任中华民国非常大总统。为感谢梁长海的支持，孙中山决定将广州二沙岛的土地无偿划拨给梁长海，梁长海拒绝接受。
孙中山就任中华民国非常大总统之后，命梁长海筹办国立中华国民银行。梁长海和伍于簪自费投资，开印国立中华国民银行纸币，纸币面值分为1角、2角、5角、1元、5元、10元六种，印制厂地址在广州市南关。梁长海在孙中山准备北伐时建议道，“国立中华国民银行的纸币将近印妥，北伐军行过的地方，处处可以开办银行为转移之，救济政府。”孙中山采纳了梁长海的建议，并任命梁长海为“大总统北伐大本营地方行营供给局驻粤总局长”。1921年12月4日，孙中山到达桂林，当日即组成北伐大本营，任陆海军大元帅。1922年1月7日，孙中山发布陆海军大元帅一号令，任命梁长海、伍于簪为国立中华国民银行的正、副行长。其间，梁长海将国立中华国民银行的部分钞票从广州转运至桂林发行，即在桂林设立分行，称桂林广西银行，代总行服务于北伐军。
1922年6月16日，陈炯明炮轰观音山总统府，位于广州南关的国立中华国民银行印币厂也遭到炸毁。孙中山登上永丰舰，梁长海则逃到了香港。6月17日，孙中山派卫士马湘带信到香港，要梁长海运煤接济战舰，筹集银、米接济军饷。梁长海遂派人携数千银元送到战舰上给孙中山，并劝孙中山乘外国战舰出走。数月后，许崇智等部驱逐了陈炯明，梁长海在海外又请伍于簪代他出资一万元接济“驱陈”军事行动。1925年孙中山去世后，梁长海再未涉足政界。
1929年世界经济危机爆发，米价暴跌，外国商船运费又不低，梁长海的生意陷入困境。为此，梁长海收购了国民党海军龙济光部的旧军舰一艘，想将其改装为运输船以不再依赖外国商船，结果失败并破产。1930年，梁长海举家回中国广州定居。后来，梁长海到广西八步水岩坝开采锡矿，由于该矿受到桂系军阀垂涎，梁长海被罗织罪名逮捕入狱，其全部矿权均被没收。梁长海被逮解广东广州市法院后，关押数月才被释放。
1937年抗日战争爆发，梁长海率全家到香港新界元朗沙埔办农场。1941年12月上旬，日军占领香港九龙，梁长海突发脑溢血逝世，终年70岁。其骨灰被家人在新会埋葬。

## 家庭
梁长海先后娶过五房太太，子女20多人，其中儿子13个，名字中间一字合起来为“东南西北中华民国万年永定统”。
- 长子：梁东兴
- 次子：梁南兴
- 三子：梁西兴
- 四子：梁北兴
- 五子：梁中兴
- 六子：梁华兴
- 七子：梁民兴
- 八子：梁国兴
- 九子：梁万兴
- 十子：梁年兴
- 十一子：梁永兴
- 十二子：梁定兴
- 十三子：梁统兴